# Hautefage
Hautefage est une commune française située dans le département de la Corrèze, en région Nouvelle-Aquitaine.

## Géographie

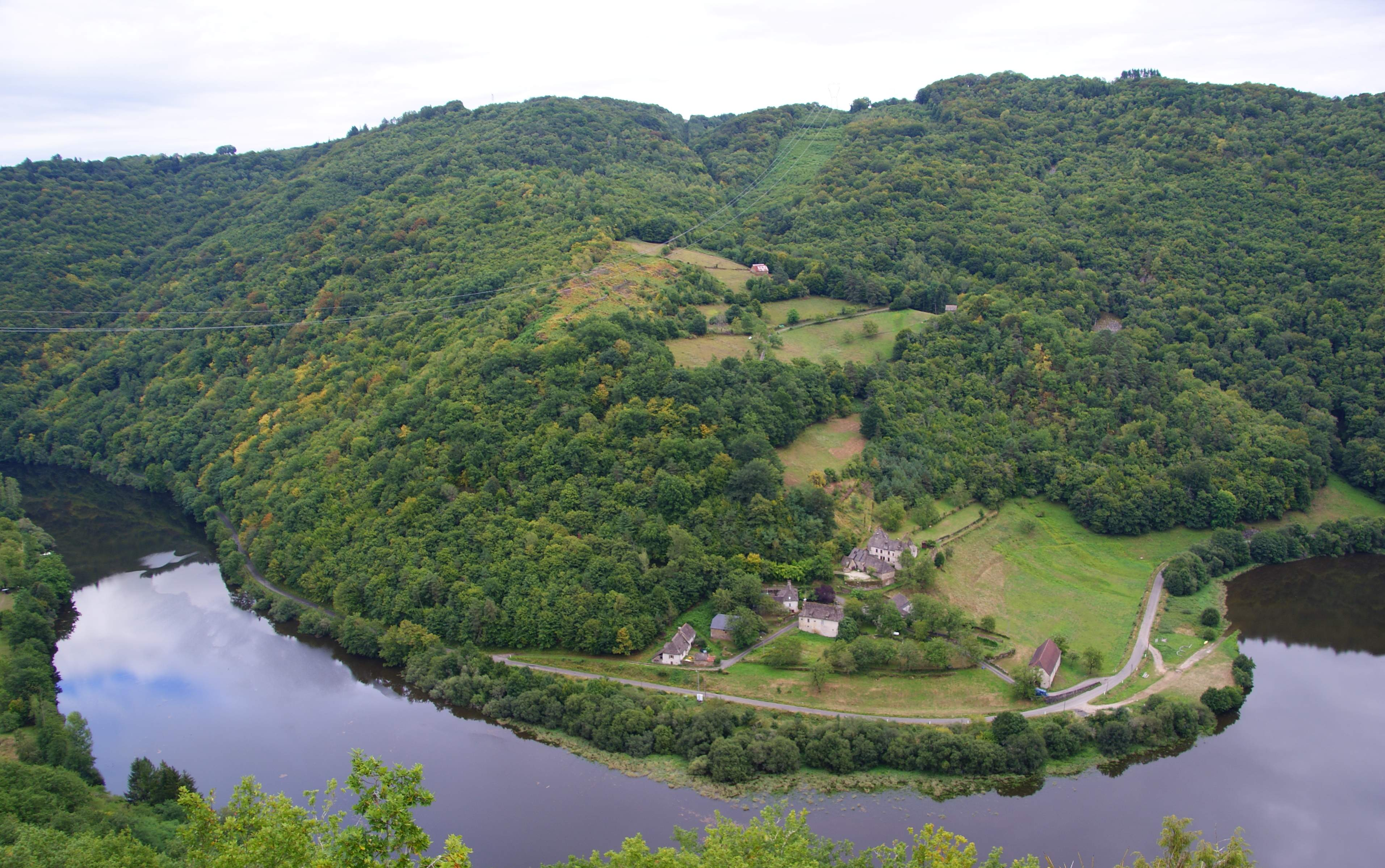
La Dordogne au hameau de Grafeuille, à Hautefage.

Au sud du département de la Corrèze, la commune de Hautefage est limitée au nord-ouest par la Dordogne (retenue du barrage d'Argentat), et au sud par son affluent, la Maronne, avec notamment au sud-est la retenue du barrage de Hautefage.
Le bourg de Hautefage, traversé par la route départementale (RD) 75, se situe, en distances orthodromiques, cinq kilomètres à l'est-sud-est du centre-ville d'Argentat. Il surplombe la Maronne d'environ 200 mètres.
La commune est également desservie par les RD 111, 129, 980  et 1120.

### Communes limitrophes
Hautefage est limitrophe de sept autres communes.
Les communes limitrophes sont  Argentat-sur-Dordogne, La Chapelle-Saint-Géraud, Mercœur, Saint-Geniez-ô-Merle, Saint-Martial-Entraygues, Servières-le-Château et Sexcles.
| Saint-Martial-Entraygues | Servières-le-Château | Saint-Geniez-ô-Merle |
| Argentat                 | Hautefage            |                      |
| La Chapelle-Saint-Géraud | Mercœur              | Sexcles              |

### Climat
Pour des articles plus généraux, voir Climat de la Nouvelle-Aquitaine et Climat de la Corrèze.
Historiquement, la commune est exposée à un climat montagnard.  
En 2020, Météo-France publie une typologie des climats de la France métropolitaine dans laquelle la commune est exposée à un climat de montagne et est dans la région climatique  Ouest et nord-ouest du Massif Central, caractérisée par une pluviométrie annuelle de 900 à 1 500 mm, maximale en automne et en hiver.
Pour la période 1971-2000, la température annuelle moyenne est de 11,6 °C, avec  une amplitude thermique annuelle de 15,5 °C. Le cumul annuel moyen de précipitations est de 1 320 mm, avec 13,3 jours de précipitations en janvier et 8,1 jours en juillet. Pour la période 1991-2020, la température moyenne annuelle observée sur la station météorologique la plus proche, située sur la commune d'Argentat-sur-Dordogne à 5 km à vol d'oiseau, est de 12,7 °C et le cumul annuel moyen de précipitations est de 1 145,5 mm,. Pour l'avenir, les paramètres climatiques de la commune estimés pour 2050 selon différents scénarios d’émission de gaz à effet de serre sont consultables sur un site dédié publié par Météo-France en novembre 2022.

## Urbanisme

### Typologie
Au 1er janvier 2024, Hautefage est catégorisée commune rurale à habitat très dispersé, selon la nouvelle grille communale de densité à 7 niveaux définie par l'Insee en 2022.
Elle est située hors unité urbaine. Par ailleurs la commune fait partie de l'aire d'attraction d'Argentat-sur-Dordogne, dont elle est une commune de la couronne,. Cette aire, qui regroupe 12 communes, est catégorisée dans les aires de moins de 50 000 habitants,.

### Occupation des sols
L'occupation des sols de la commune, telle qu'elle ressort de la base de données européenne d’occupation biophysique des sols Corine Land Cover (CLC), est marquée par l'importance des forêts et milieux semi-naturels (58,4 % en 2018), une proportion sensiblement équivalente à celle de 1990 (59 %). La répartition détaillée en 2018 est la suivante : 
forêts (58 %), prairies (28,4 %), zones agricoles hétérogènes (10 %), eaux continentales (3,2 %), milieux à végétation arbustive et/ou herbacée (0,4 %).
L'évolution de l’occupation des sols de la commune et de ses infrastructures peut être observée sur les différentes représentations cartographiques du territoire : la carte de Cassini (XVIIIe siècle), la carte d'état-major (1820-1866) et les cartes ou photos aériennes de l'IGN pour la période actuelle (1950 à aujourd'hui).

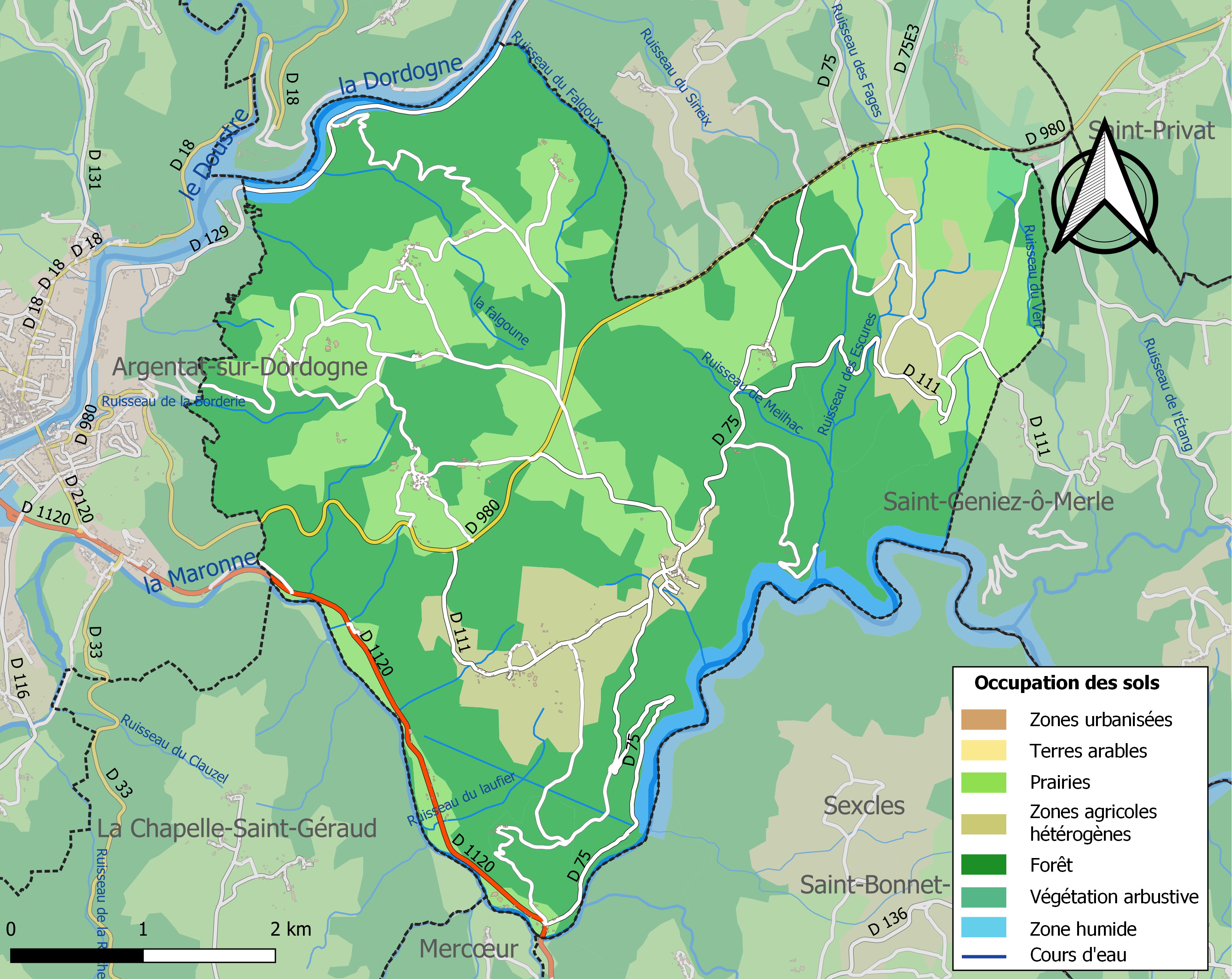
Carte des infrastructures et de l'occupation des sols de la commune en 2018 (CLC).

### Transport routier
- Réseau Réseau interurbain de la Corrèze

### Risques majeurs
Le territoire de la commune de Hautefage est vulnérable à différents aléas naturels : météorologiques (tempête, orage, neige, grand froid, canicule ou sécheresse), inondations, feux de forêts, mouvements de terrains et séisme (sismicité très faible). Il est également exposé à un risque technologique, la rupture d'un barrage, et à un risque particulier : le risque de radon. Un site publié par le BRGM permet d'évaluer simplement et rapidement les risques d'un bien localisé soit par son adresse soit par le numéro de sa parcelle.

#### Risques naturels
Certaines parties du territoire communal sont susceptibles d’être affectées par le risque d’inondation par débordement de cours d'eau, notamment la Dordogne et la Maronne. La commune a été reconnue en état de catastrophe naturelle au titre des dommages causés par les inondations et coulées de boue survenues en 1982, 1999 et 2021,. Le risque inondation est pris en compte dans l'aménagement du territoire de la commune par le biais du plan de prévention des risques (PPR) inondation « Hautefage - Bassin de la Dordogne », approuvé le 30 octobre 2013. 

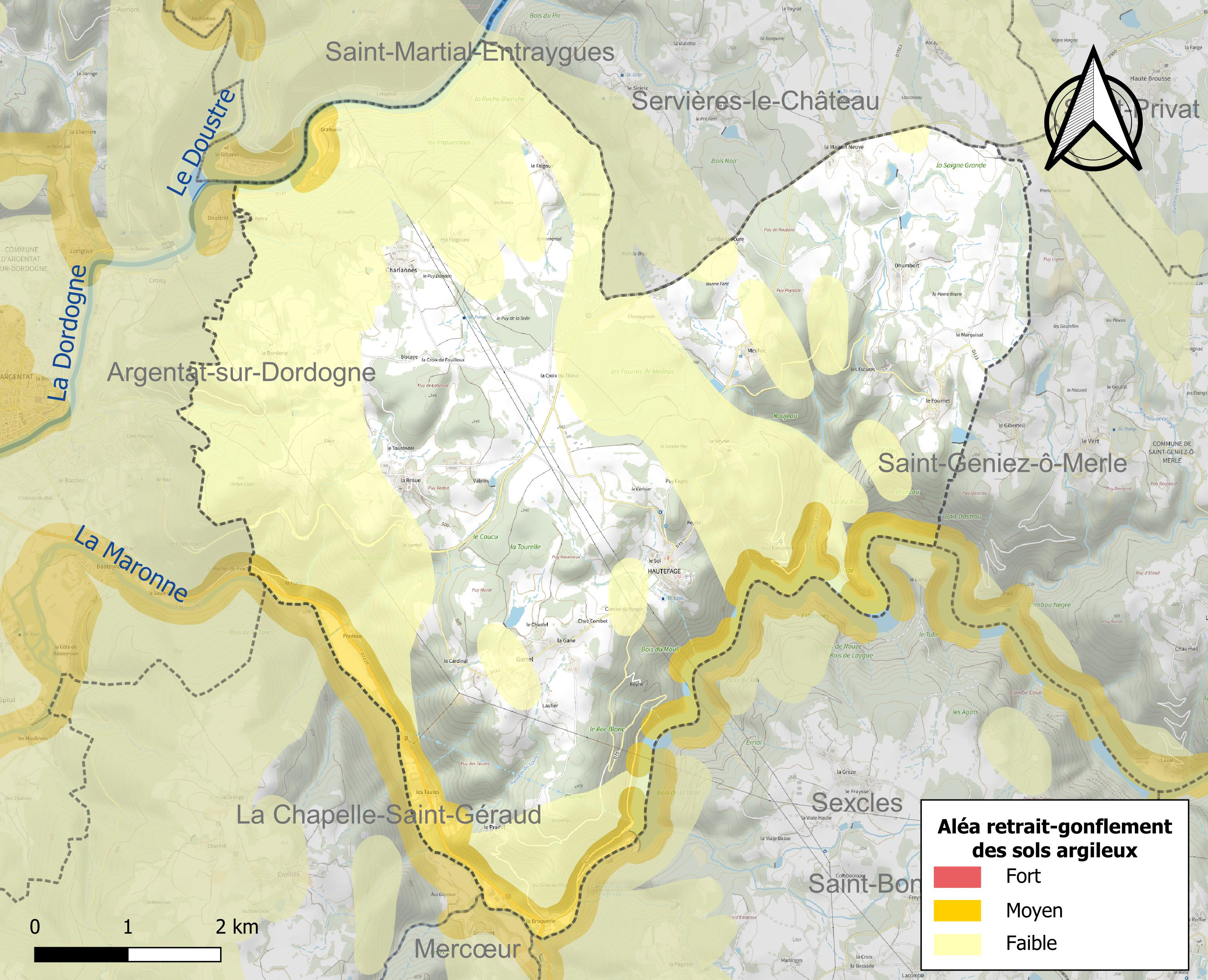
Carte des zones d'aléa retrait-gonflement des sols argileux de Hautefage.

La commune est vulnérable au risque de mouvements de terrains constitué principalement du retrait-gonflement des sols argileux. Cet aléa est susceptible d'engendrer des dommages importants aux bâtiments en cas d’alternance de périodes de sécheresse et de pluie. 8,1 % de la superficie communale est en aléa moyen ou fort (26,8 % au niveau départemental et 48,5 % au niveau national). Sur les 235 bâtiments dénombrés sur la commune en 2019,  25 sont en aléa moyen ou fort, soit 11 %, à comparer aux 36 % au niveau départemental et 54 % au niveau national. Une cartographie de l'exposition du territoire national au retrait gonflement des sols argileux est disponible sur le site du BRGM,.
Concernant les feux de forêt, aucun plan de prévention des risques incendie de forêt (PPRIF) n’a été établi en Corrèze, néanmoins le code de l’urbanisme impose la prise en compte des risques dans les documents d’urbanisme. Le périmètre des servitudes d'utilité publique et des zones d'obligation légale de débroussaillement pour les particuliers est quant à lui défini pour la commune dans une carte dédiée. 
Concernant les mouvements de terrains, la commune a été reconnue en état de catastrophe naturelle au titre des dommages causés par des mouvements de terrain en 1999 et par des glissements de terrain en 1994.

#### Risques technologiques
La commune est en outre située en aval des barrages de Bort-les-Orgues, de Marèges, de l'Aigle, du Chastang, de Neuvic d'Ussel et de Marcillac, d'Enchanet et de Hautefage, des ouvrages de classe A soumis à PPI. À ce titre elle est susceptible d’être touchée par l’onde de submersion consécutive à la rupture d'un de ces ouvrages.

#### Risque particulier
Dans plusieurs parties du territoire national, le radon, accumulé dans certains logements ou autres locaux, peut constituer une source significative d’exposition de la population aux rayonnements ionisants. Certaines communes du département sont concernées par le risque radon à un niveau plus ou moins élevé. Selon la classification de 2018, la commune de Hautefage est classée en zone 3, à savoir zone à potentiel radon significatif. 

## Toponymie
Attestée sous la forme Alta Fagia vers 1315, de l'adjectif féminin occitan auta (« haute ») et faja (« forêt de hêtres »).
La commune se nomme Autafaja en occitan[réf. nécessaire].

## Politique et administration
| Période                                  | Période  | Identité        | Étiquette | Qualité     |
| ---------------------------------------- | -------- | --------------- | --------- | ----------- |
| Les données manquantes sont à compléter. |          |                 |           |             |
|                                          |          |                 |           |             |
| mars 2001 (réélu en mai 2020)            | En cours | Camille Carmier |           | Agriculteur |

## Démographie
Les habitants de Hautefage sont appelés les  Hautefageois.
L'évolution du nombre d'habitants est connue à travers les recensements de la population effectués dans la commune depuis 1793. Pour les communes de moins de 10 000 habitants, une enquête de recensement portant sur toute la population est réalisée tous les cinq ans, les populations de référence des années intermédiaires étant quant à elles estimées par interpolation ou extrapolation. Pour la commune, le premier recensement exhaustif entrant dans le cadre du nouveau dispositif a été réalisé en 2004.

En 2022, la commune comptait 316 habitants, en évolution de +1,94 % par rapport à 2016 (Corrèze : −0,59 %, France hors Mayotte : +2,11 %).
| 1793  | 1800  | 1806 | 1821  | 1831  | 1836  | 1841  | 1846  | 1851  |
| ----- | ----- | ---- | ----- | ----- | ----- | ----- | ----- | ----- |
| 1 339 | 1 005 | 977  | 1 099 | 1 102 | 1 135 | 1 157 | 1 169 | 1 212 |

| 1856  | 1861  | 1866  | 1872  | 1876 | 1881 | 1886 | 1891 | 1896 |
| ----- | ----- | ----- | ----- | ---- | ---- | ---- | ---- | ---- |
| 1 128 | 1 060 | 1 101 | 1 003 | 959  | 896  | 893  | 857  | 860  |

| 1901 | 1906 | 1911 | 1921 | 1926 | 1931 | 1936 | 1946 | 1954 |
| ---- | ---- | ---- | ---- | ---- | ---- | ---- | ---- | ---- |
| 866  | 857  | 837  | 652  | 620  | 552  | 544  | 468  | 484  |

| 1962 | 1968 | 1975 | 1982 | 1990 | 1999 | 2004 | 2006 | 2009 |
| ---- | ---- | ---- | ---- | ---- | ---- | ---- | ---- | ---- |
| 444  | 386  | 358  | 330  | 309  | 280  | 300  | 305  | 310  |

| 2014 | 2019 | 2022 | - | - | - | - | - | - |
| ---- | ---- | ---- | - | - | - | - | - | - |
| 310  | 317  | 316  | - | - | - | - | - | - |

## Culture locale et patrimoine

### Lieux et monuments

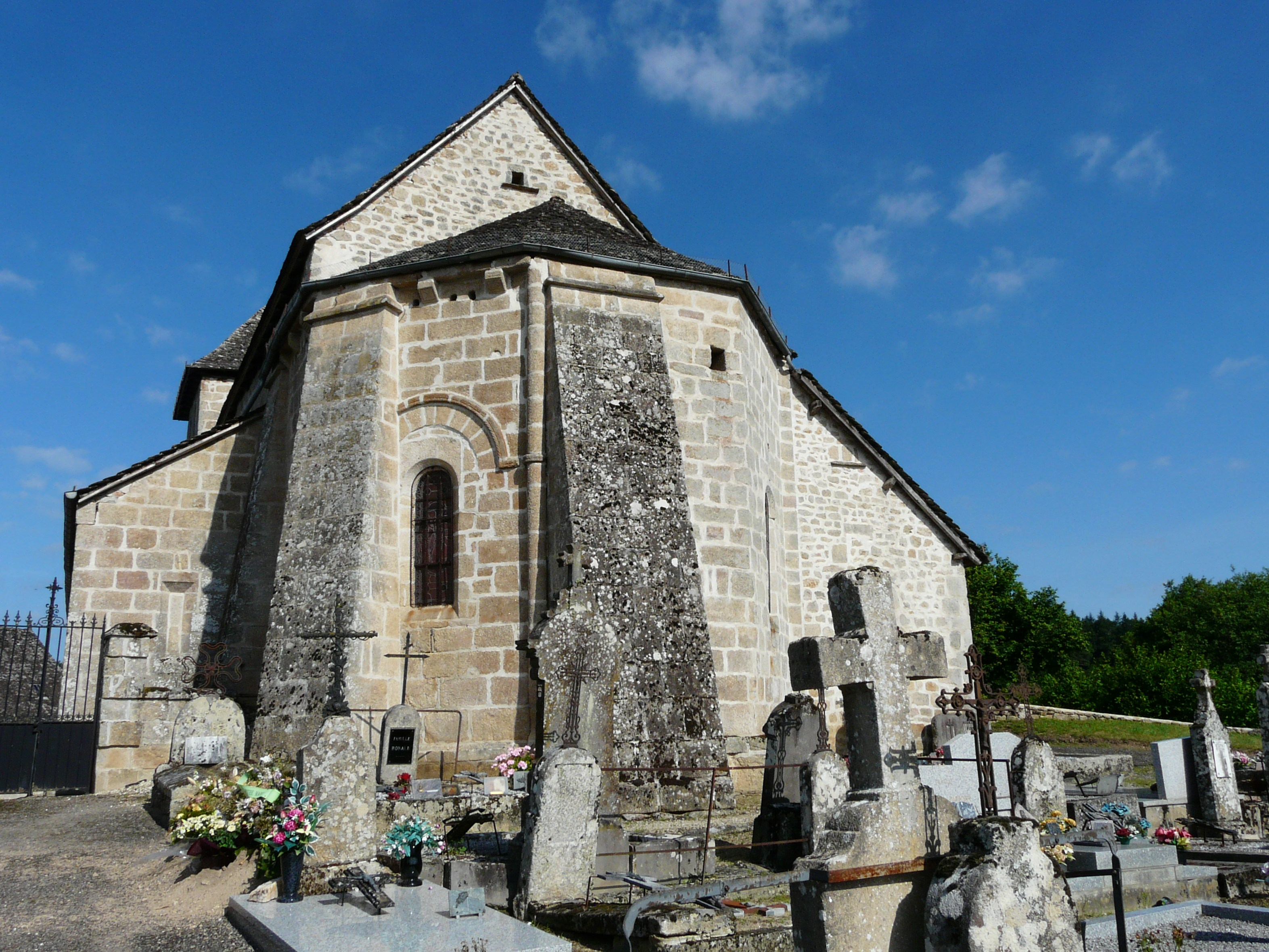
L'église Notre-Dame, présentant des éléments du XIIe au XVe siècle, est inscrite au titre des monuments historiques en 1926[28].
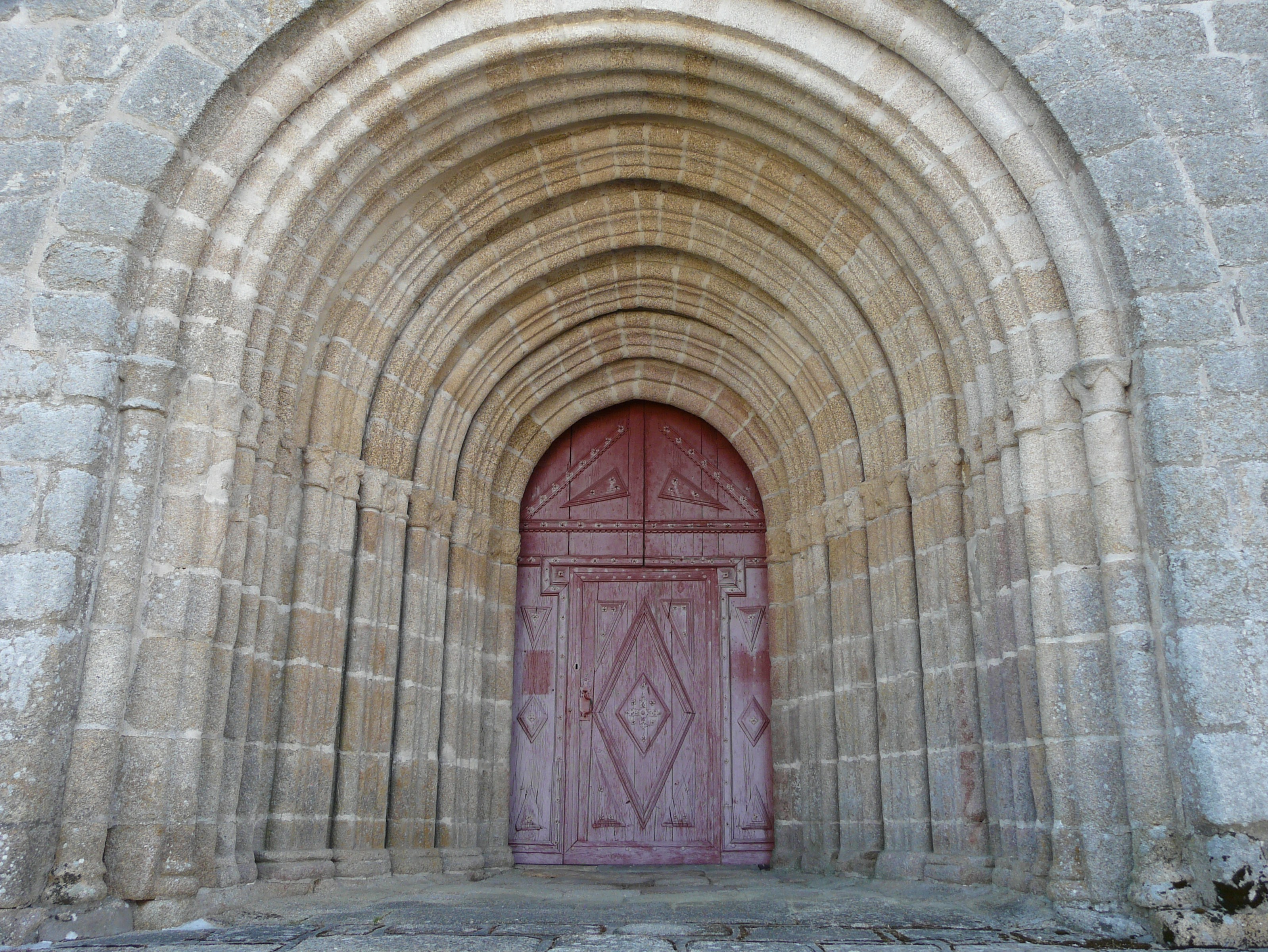
Le barrage de Hautefage est édifié sur la Maronne. Sa rive droite est sur Hautefage et sa rive gauche sur Sexcles.  - Le chevet de l'église Notre-Dame.
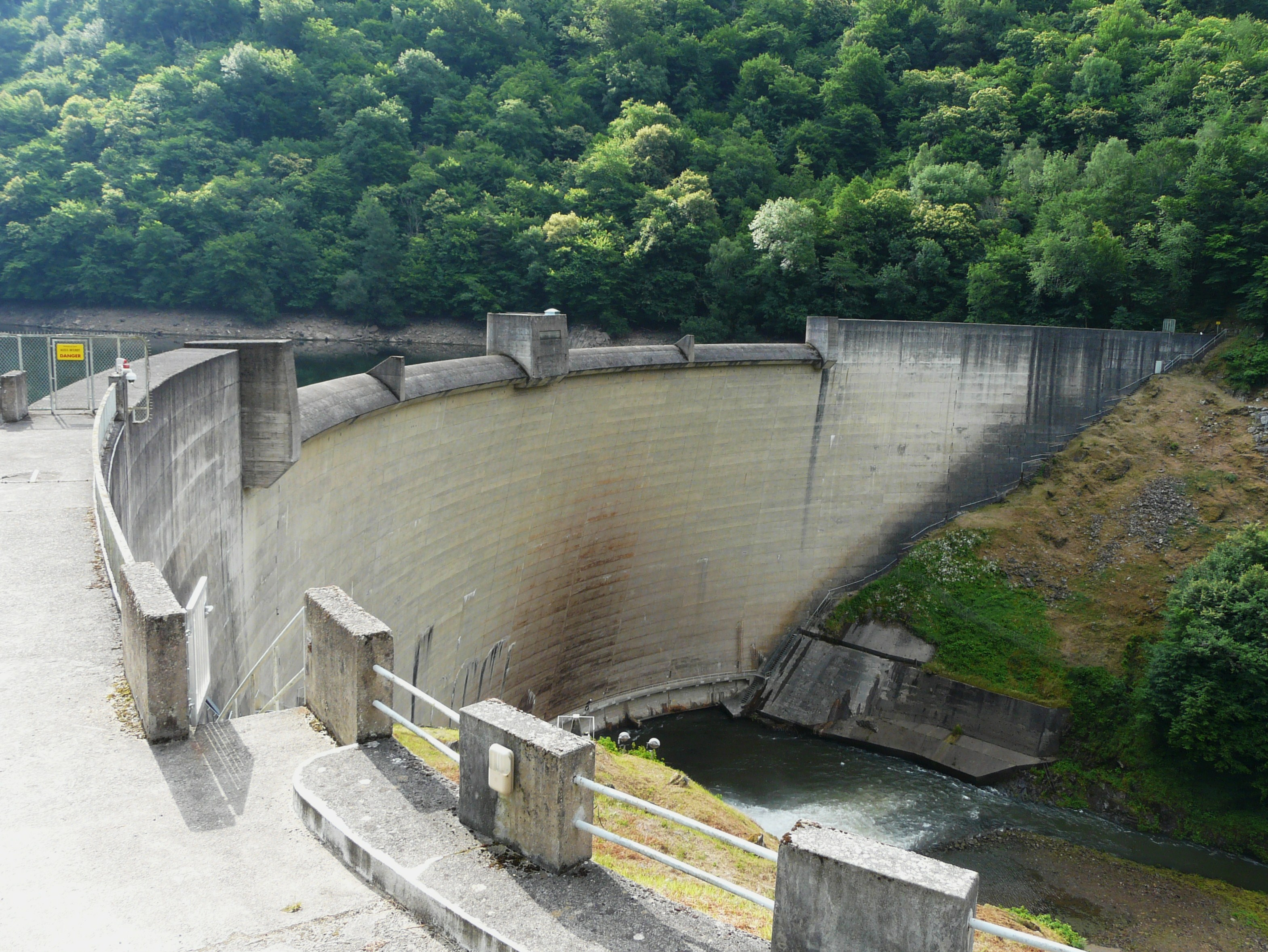
Le barrage de Hautefage.
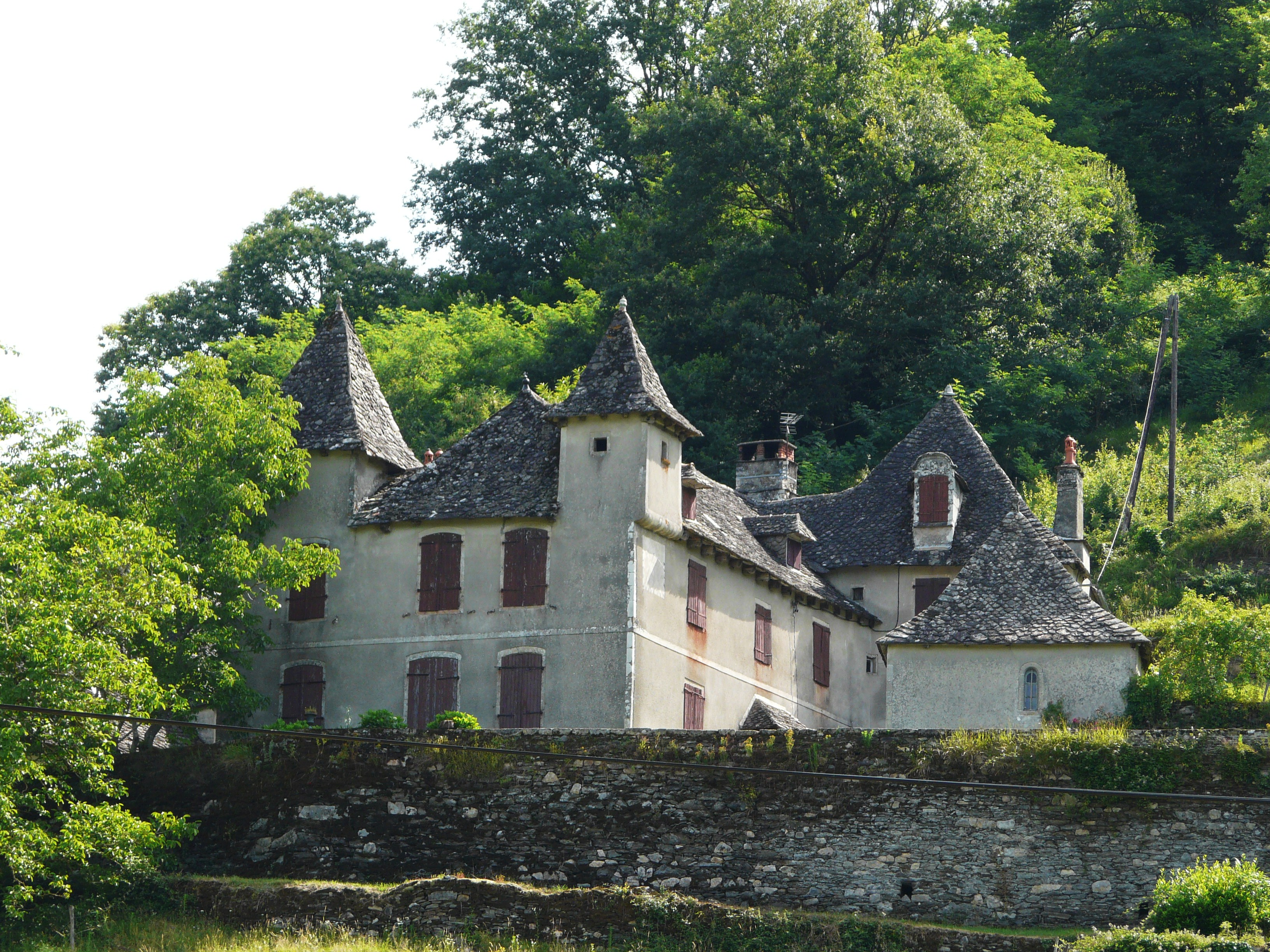
Un manoir au lieu-dit Grafeuille.
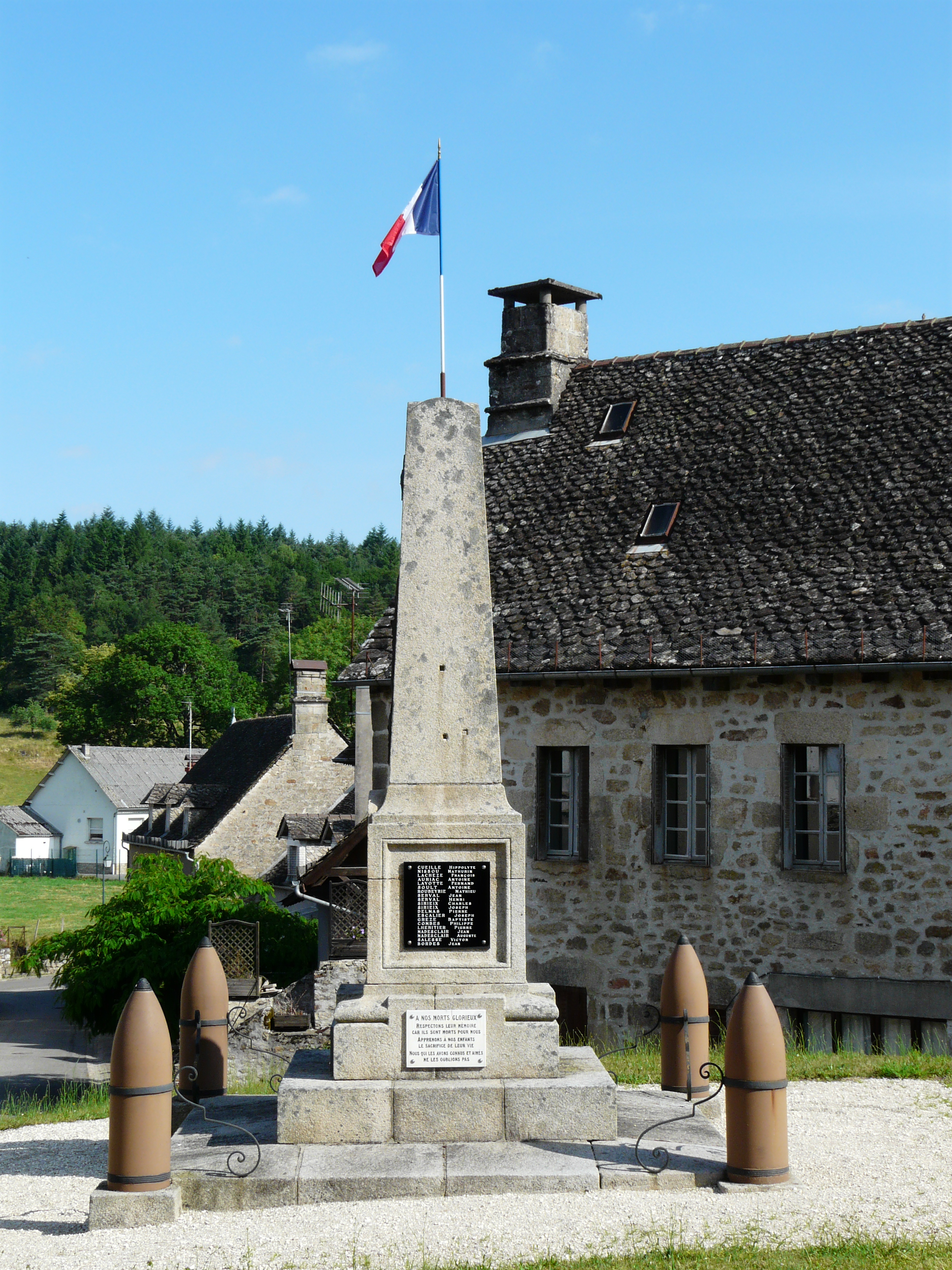
Le monument aux morts.
  - Le portail de l'église Notre-Dame-de-l’Assomption.
  - Le barrage de Hautefage.
  - Un manoir au lieu-dit Grafeuille.
  - Le monument aux morts.

### Héraldique
| Blason de Hautefage | Blason  | D'azur au chevron d'argent surmonté d'une étoile de même et accompagné en pointe d'une montagne d'or de six coupeaux. |
| Blason de Hautefage | Détails | Le statut officiel du blason reste à déterminer.                                                                      |